# Erik Granfelt
Erik Gustaf Granfelt (Estocolm, 17 de novembre de 1883 – Estocolm, 18 de febrer de 1962) va ser un gimnasta suec que va competir a primers del segle xx. Era germà dels també medallistes olímpics Nils i Hans Granfelt.
El 1906 va disputar la prova del joc d'estirar la corda en els Jocs Intercalats d'Atenes, en què guanyà la medalla de bronze formant part de l'equip suec.
El 1908 va prendre part en els Jocs Olímpics de Londres, on guanyà la medalla d'or en la prova del concurs complet per equips, com a membre de l'equip suec.